# Lockheed L-10 Electra
Il Lockheed L-10 Electra, noto anche come Model 10 Electra, era un aereo di linea bimotore ad ala bassa ed impennaggio bideriva prodotto dall'azienda statunitense Lockheed Corporation negli anni trenta ed introdotto per competere con i Boeing 247 e Douglas DC-2 sul mercato del trasporto civile.
Portato in volo per la prima volta nel 1934, era uno dei più moderni aerei dell'epoca, dotato anche di carrello retrattile, con prestazioni velocistiche di tutto riguardo. Fu prodotto complessivamente in 149 esemplari, di cui parte destinati all'impiego militare; in questa veste fu impiegato, seppure in ruoli marginali, durante la guerra civile spagnola e la seconda guerra mondiale.

## Storia del progetto
A seguito dell'acquisizione della Lockheed , i nuovi proprietari guidati da Robert E. Gross svolsero una ricerca di mercato per determinare il tipo di velivolo da proporre ai potenziali acquirenti per rilanciare le sorti della loro azienda.
Le risultanze della loro indagine condussero alla progettazione di un aereo bimotore da offrire alle compagnie di trasporto passeggeri; la validità di questa formula sarebbe stata confermata, in breve tempo, dalla comparsa di concorrenti come il Boeing 247 e il Douglas DC-2. Per altro la formula plurimotore, per di più accompagnata dalla struttura interamente metallica, nell'ottobre del 1934 divenne una necessità per i costruttori aeronautici che si rivolgevano al mercato commerciale statunitense in quanto le autorità federali proibirono l'uso di aerei monomotore per il trasporto di passeggeri su rotte che prevedessero il sorvolo di zone non adatte ad atterraggi di emergenza oppure in ore notturne.
L'attività progettuale fu affidata a Hall Hibbard, trentenne ingegnere ed amministratore della Lockheed, che realizzò un monoplano ad ala bassa a sbalzo, dotato di una cabina passeggeri in grado di trasportare dieci persone disposte su due file. All'aereo, nel rispetto della tradizione dell'azienda, furono assegnati il numero progressivo (L-10) e il nome di una stella: in questo caso, dopo Sirius (Sirio) e Orion (Orione), fu prescelta Electra, una delle componenti dell'ammasso aperto delle Pleiadi, nella costellazione del Toro.

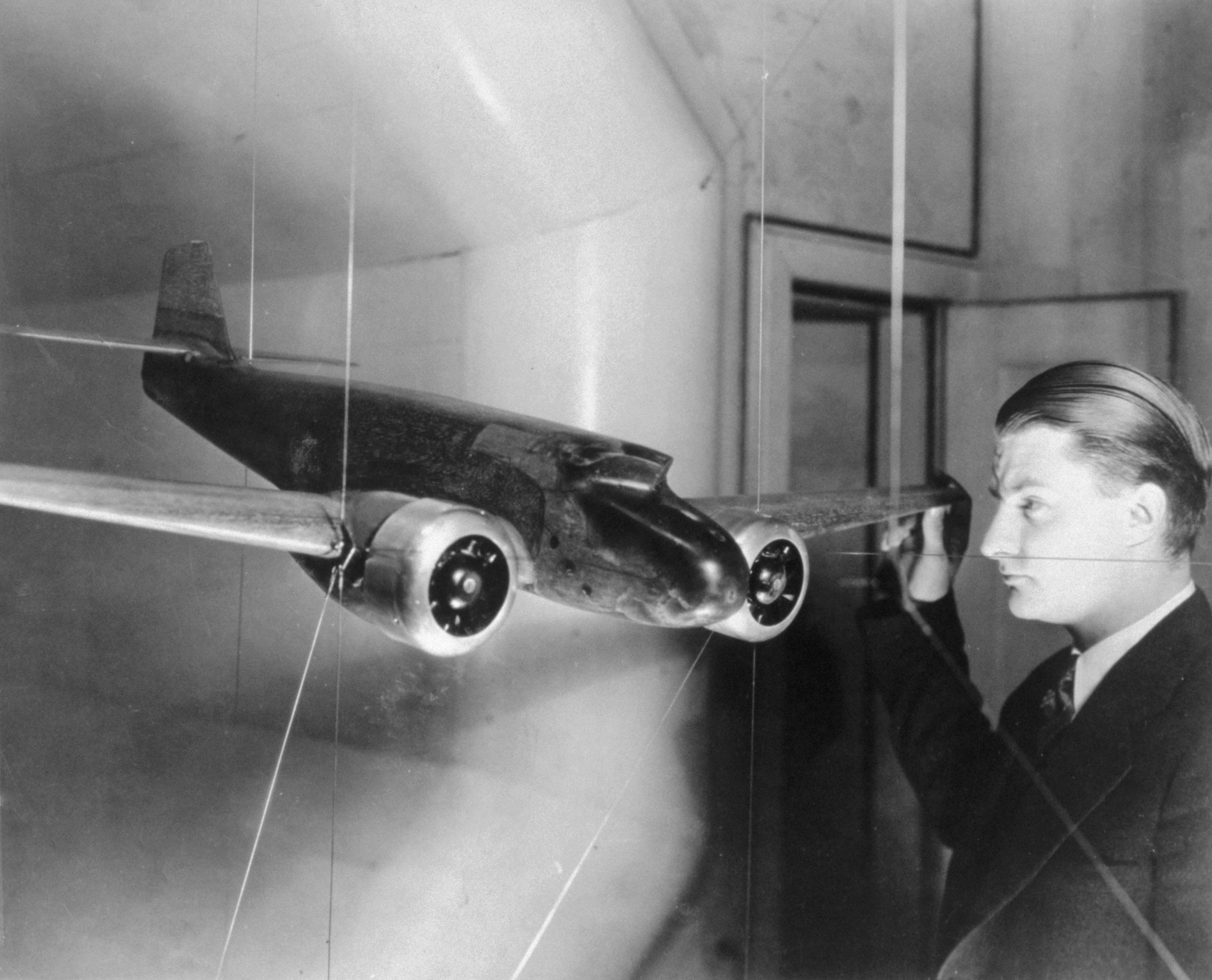
L'ingegner Clarence "Kelly" Johnson mentre sperimenta il comportamento di un modello dell'Electra dotato di impennaggio monoderiva presso la galleria del vento dell'Università del Michigan.

Nella configurazione iniziale l'Electra si caratterizzava per la cappottatura NACA che avvolgeva i motori, per la presenza di split flap al bordo d'uscita delle ali, per la cabina di pilotaggio con parabrezza ad inclinazione opposta al senso di marcia, per le ali con raccordo alla fusoliera carenato e per l'impennaggio di tipo classico. Queste due ultime caratteristiche furono tuttavia individuate come causa di problemi di natura aerodinamica durante una serie di prove svolte presso la galleria del vento dell'Università del Michigan, curate dall'allora assistente universitario Clarence "Kelly" Johnson. In breve Johnson fu chiamato dalla Lockheed per risolvere i problemi all'impennaggio e a lui si deve la configurazione a doppia deriva che avrebbe in seguito contraddistinto l'Electra e i modelli che ne derivarono. Per breve tempo il prototipo, portato in volo per la prima volta il 23 marzo del 1934, mantenne sia il parabrezza ad inclinazione invertita , sia la carenatura nelle radici alari ma i primi voli di prova confermarono le indicazioni di Johnson e le due soluzioni furono progressivamente abbandonate.
Nel complesso la produzione in serie dell'L-10 Electra raggiunse i 149 esemplari, compreso il prototipo, consegnati tra il 4 agosto del 1934 e il 18 luglio del 1941, suddivisi in quattro diverse versioni civili; nell'impiego con le forze armate l'Electra ricevette cinque diverse designazioni, che identificarono configurazioni non sempre direttamente corrispondenti alle versioni civili.

## Tecnica

### Cellula

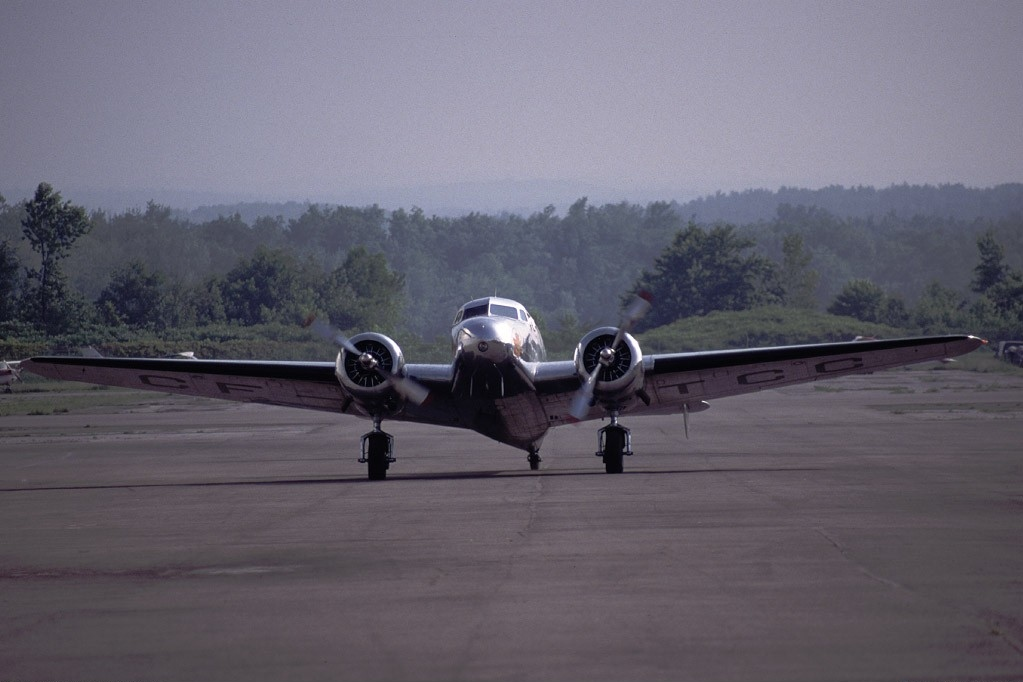
Un L-10A Electra, completamente ristrutturato nella livrea della Air Canada in occasione del 50º anniversario della compagnia aerea.

Il Lockheed L-10 era un monoplano ad ala bassa, a sbalzo, e costituiva la prima realizzazione interamente metallica dell'azienda californiana. La fusoliera aveva il frontale arrotondato sovrastato dalla cabina di pilotaggio raccordata alla zona centrale dove si trovava la cabina dei passeggeri che poteva ospitare fino a dieci viaggiatori disposti su due file, con accesso da una porta disposta nella zona posteriore sul lato sinistro; su ciascuno dei due lati della fusoliera erano ricavati cinque finestrini rettangolari.
L'ala era dritta con disegno in pianta rastremato dalle radici verso le estremità, con andamento più pronunciato nel bordo d'uscita; le estremità erano arrotondate. Sul bordo d'attacco, a poca distanza dalle radici, erano ricavate le gondole dei motori, nella cui zona posteriore trovavano alloggiamento gli elementi principali del carrello d'atterraggio, retrattile. In posizione retratta le singole ruote sporgevano parzialmente dal piano alare; al posteriore il ruotino d'appoggio era sterzante ma non retrattile.
L'impennaggio era del tipo a doppia deriva con piani orizzontali disposti a sbalzo a contatto con la parte superiore della fusoliera.

### Motore
L'Electra fu motorizzato esclusivamente con motori radiali con raffreddamento ad aria; più dei due terzi degli esemplari costruiti fu equipaggiato con i nove cilindri Pratt & Whitney R-985, noti anche con il nome commerciale Wasp Junior, che generalmente azionavano eliche bipala a passo variabile.
La motorizzazione, tuttavia, poteva variare con relativa facilità e le diverse versioni furono equipaggiate con motori di volta in volta indicati dal committente.

## Impiego operativo

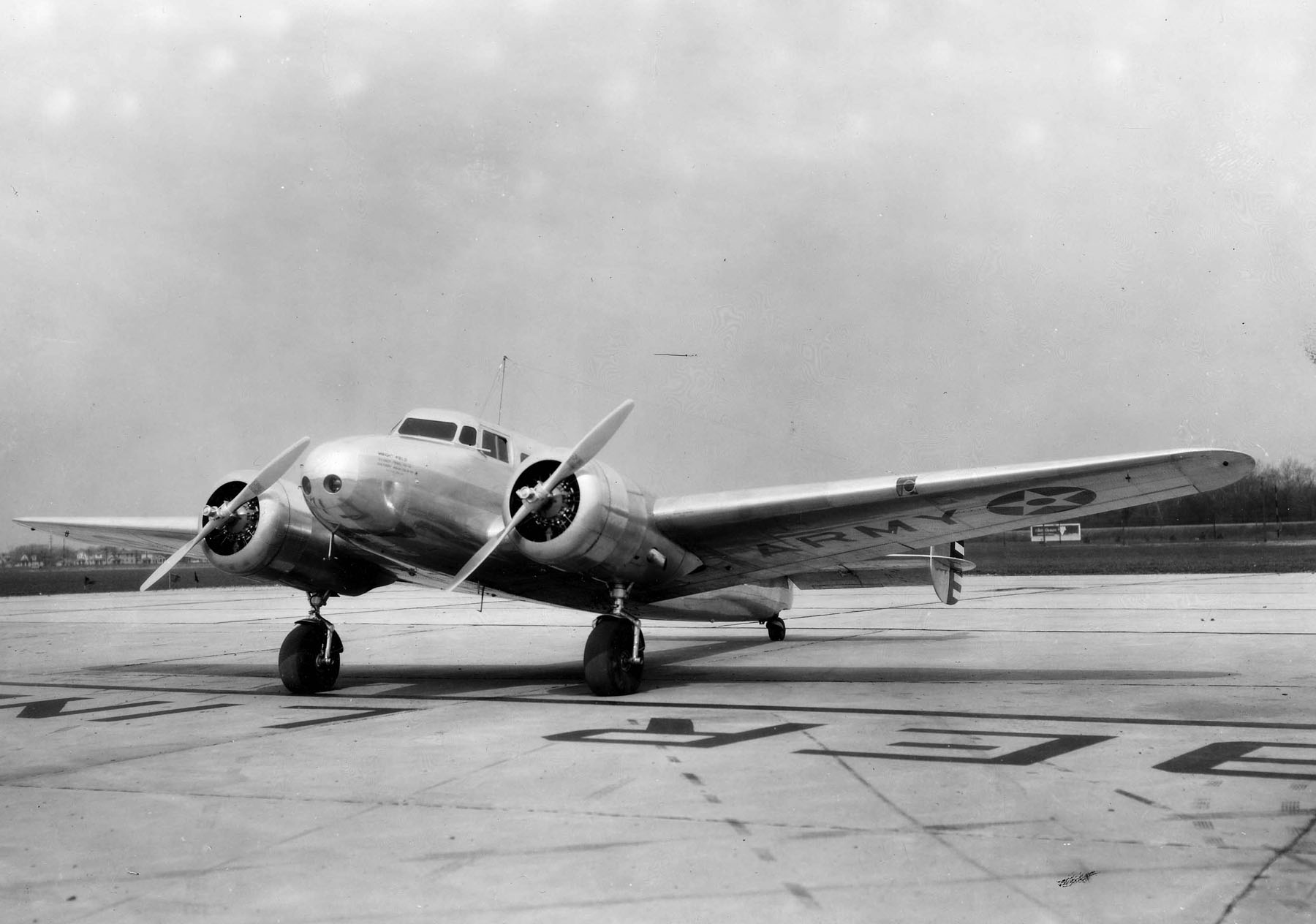
Lockheed Y1C-36 con le insegne dell'USAAC.

La prima compagnia ad utilizzare l'Electra fu la Northwest Airlines il cui secondo esemplare fu protagonista di un incidente il 7 agosto del 1934; malgrado questo difficile esordio il nuovo L-10 si dimostrò all'altezza della concorrenza del Boeing 247 e del DC-2 offrendo ai passeggeri livelli di comfort senza precedenti.
Dal punto di vista dei vettori, tuttavia, l'Electra aveva un costo di esercizio leggermente più elevato, anche in funzione della limitata capacità di carico che ne ridusse l'attrattiva nei confronti dei maggiori operatori, tanto che già tra la fine degli anni trenta ed i primi anni quaranta diverse compagnie avevano già rimpiazzato il modello con velivoli di maggiori capacità.
L'Electra attirò anche l'attenzione di diversi privati che lo acquistarono come velivolo executive. Il più famoso di questi velivoli fu il Model 10-E acquistato dalla Purdue Research Foundation (fondazione legata all'Università Purdue) per Amelia Earhart; registrato con la matricola NR16020, fu il velivolo utilizzato dalla famosa aviatrice per il suo, tristemente, famoso tentativo di circumnavigazione del globo terrestre.
Un altro esemplare (matricola NC16059), inizialmente acquistato da Harold Stirling Vanderbilt, venne in seguito comperato dalla Amtorg Trading Corporation (prima rappresentanza commerciale dell'Unione Sovietica negli Stati Uniti). L'aereo fu messo a disposizione dell'esploratore australiano George Hubert Wilkins e del pilota britannico Herbert Hollick-Kenyon per partecipare alle ricerche del velivolo Bolkhovitinov DB-A pilotato da Sigizmund Aleksandrovič Levanevskij, disperso durante un tentativo di trasvolata artica sulla tratta Mosca - Fairbanks.
Nel frattempo l'Electra aveva conosciuto un successo considerevole anche al di fuori degli Stati Uniti, in Europa, Australia, America Latina e Giappone. Nel corso del 1937 due Electra furono anche coinvolti nella guerra civile spagnola: il primo (construction number 1033) nelle file nazionaliste, preda bellica a seguito della cattura della nave cargo SS Mar Cantábrico, ed il secondo (c/n 1035) nelle file repubblicane.
Nel mese di settembre del 1938 uno dei sei velivoli acquistati dalla British Airways fu utilizzato dal primo ministro del Regno Unito Neville Chamberlain per recarsi in Germania all'incontro con Adolf Hitler.
Lo scoppio della seconda guerra mondiale portò l'Electra a servire come aereo da trasporto con tutte le forze aeree degli Stati Uniti, per le quali operò sul territorio continentale; all'estero l'aereo fu impiegato dalla britannica Royal Air Force, dalla Royal Canadian Air Force, dalla Força Aérea Brasileira e dalla Fuerza Aérea Hondureña.
Già rimpiazzato dalle principali compagnie aeree prima dello scoppio della guerra, al termine del conflitto i tempi migliori per l'Electra erano trascorsi ed il suo impiego fu circoscritto a compagnie minori o a operatori privati, prevalentemente in America Latina; gli ultimi esemplari rimasero comunque in servizio fino agli anni settanta.

## Versioni
Se non diversamente indicato, i dati sono tratti da "Lockheed Aircraft since 1913", tranne dove diversamente indicato.
- Model 10-A: prima e principale versione, equipaggiata con motori Pratt & Whitney Wasp Junior SB. Ne furono realizzati in tutto 101 esemplari, acquistati sia da compagnie aeree che da utilizzatori privati. Un esemplare fu acquisito dal governo venezuelano.
  - Y1C-36/C36/C-36-LO: tre velivoli, dotati di motori Pratt & Whitney R-985-13 da 450 hp (336 kW), furono i primi Electra acquistati nel 1936 dall'USAAC con l'iniziale designazione Y1C-36[N 4], in seguito portata allo standard C-36[16]. La designazione mutò ulteriormente nel gennaio del 1943 quando il prefisso fu cambiato in "UC" (Utility Cargo, ad indicare compiti di trasporto generici) e venne aggiunto il suffisso "LO" (Liaison Observation, rispettivamente "collegamento" ed "osservazione").
  - C-36A/UC-36A-LO: lotto di quindici esemplari acquistati dall'USAAF poco tempo dopo l'entrata in guerra degli Stati Uniti. Equipaggiati con gli stessi motori Pratt & Whitney R-985-13, sostanzialmente erano identici ai precedenti C-36.
  - Y1C-37/C-37/UC-37-LO: un singolo esemplare; fu acquistato dalla National Guard of the United States e destinato al trasporto dello staff del comandante della forza armata. Anche in questo caso i motori utilizzati erano i Pratt & Whitney R-985-13.
  - XR2O-1: in ordine cronologico, consegnato alla United States Navy nel febbraio del 1936, fu il primo Electra a vestire le insegne di una forza armata. Montava motori Pratt & Whitney R-985-48, anch'essi in grado di erogare la potenza di 450 hp (336 kW). Fu utilizzato come trasporto dello staff del Segretario alla Marina degli Stati Uniti d'America.
- Model 10-B: seconda variante dell'Electra; ne furono costruiti complessivamente diciotto esemplari che furono consegnati tra il settembre del 1935 ed il mese di luglio del 1937. Equipaggiati con motori Wright R-975-E3 da 440 hp (328 kW), furono gli unici Electra a non utilizzare motori Pratt & Whitney.
  - C-36C/UC-36C-LO: designazione relativa a sette velivoli della variante 10-B acquistati dall'USAAC; erano dotati di motori Wright R-975-13 da 440 hp (328 kW).
  - XR3O-1: designazione assegnata ad un singolo esemplare, acquistato nell'aprile del 1936 dalla United States Coast Guard ed utilizzato come aereo personale del segretario al tesoro degli Stati Uniti d'America. Utilizzava motori Wright R-975E-3.
- Model 10-C: variante espressamente richiesta dalla Pan American Airways da destinare alla propria Alaska Division ed alle controllate Aérovias Centrales e Cubana. Si caratterizzava per l'utilizzo di motori Pratt & Whitney Wasp SC1 da 450 hp (336 kW), di cui la Pan Am aveva eccedenza.
- Model 10-D: variante destinata all'impiego nelle forze armate, rimasta allo stato di proposta.
- Model 10-E: i quindici velivoli di questa serie, equipaggiati con motori Wasp S3H1 da 600 hp (447 kW), furono gli Electra con la maggior potenza disponibile. La maggior parte di essi furono acquistati dalla Pan Am per la messicana Aérovias Centrales, altri andarono ad acquirenti privati; uno di questi velivoli fu acquistato da Amelia Earhart.
  - C-36B/UC-36B-LO: cinque esemplari di Model 10-E furono acquistati dall'USAAF subito dopo lo scoppio della seconda guerra mondiale; anch'essi montavano motori Wasp (R-1340-49) da 600 hp (447 kW).
- XC-35: singolo esemplare ordinato nel giugno del 1936, destinato a sperimentazioni relative alla pressurizzazione dei velivoli. Era equipaggiato con motori Wasp.
- Lockheed KXL1: denominazione assegnata a un Electra acquistato[17] dalla Marina imperiale giapponese e testato presso il proprio servizio aeronautico.

## Utilizzatori

### Civili
Australia
- Guinea Airways, una compagnia aerea australiana con sede in Nuova Guinea.
- MacRobertson Miller Airlines

 Brasile
- Panair do Brasil
- Varig
- Cruzeiro do Sul

 Canada
- Canadian Airways
- Trans-Canada Air Lines

 Cile
- LAN Chile

 Cuba
- Compania Cubana de Aviacion

 Jugoslavia
- Aeroput

 Messico
- Compania Mexicana de Aviacion

 Paesi Bassi
- KLM Westindies

 Nuova Zelanda
- Union Airways of N.Z. Ltd

 Polonia
- Polskie Linie Lotnicze LOT

operò con 10 esemplari tra il 1936 ed il 1939.
 Regno Unito
- British Airways Ltd.
- Hanford Airlines

 Romania
- LARES

 Stati Uniti
- Chicago and Southern Air Lines
- Continental Airlines
- Delta Air Lines
- Eastern Airlines
- Mid-Continent Airlines
- National Airlines
- Northeast Airlines
- North Central Airlines
- Northwest Airlines
- Pan American (Alaska Division)

 Venezuela
- Linea Aeropostal Venezolana

### Militari
Argentina
- Fuerza Aérea Argentina

 Brasile
- Força Aérea Brasileira

 Canada
- Royal Canadian Air Force

 Honduras
- Fuerza Aérea Hondureña

 Regno Unito
- Royal Air Force

 Spagna

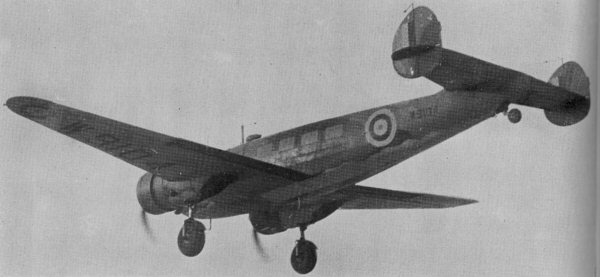
Lockheed Electra 10A (C-37) utilizzato dalla Royal Air Force.

- Fuerzas Aéreas de la República Española

 Stati Uniti
- United States Army Air Corps
- United States Army Air Forces
- United States Navy
- United States Coast Guard

 Venezuela
- Fuerza Aérea Venezolana

### Annotazioni
1. ↑  Rilevata nel corso del 1932 dal fallimento della capogruppo Detroit Aircraft Corporation.
2. ↑  Del tutto simile a quello del Boeing 247.
3. ↑  in russo Амто́рг?, («Amtórg») contrazione di «Американская Торговля», traslitterato in «Amerikanskaâ Torgovlâ», letteralmente «Commercio Americano».
4. ↑  Il prefisso "Y1" fu usato nel periodo tra il 1931 ed il 1936 e contraddistingueva velivoli USAC acquistati con fondi dello speciale capitolo "F-1" del bilancio federale degli Stati Uniti.

### Fonti
1. ↑  Gray e Bridgman 1938, pp. 276-277(c).
2. 1 2  Francillon, 1987, p. 118.
3. 1 2  Francillon, 1987, p. 119.
4. 1 2 3 4 5  Francillon, 1987, p. 120.
5. ↑  Angelucci e Matricardi, 1979, p. 256.
6. ↑  Francillon, 1987, p. 121.
7. ↑  Accident Lockheed 10A Electra NC14243, 07 Aug 1934, in "Aviation Safety Network".
8. 1 2 3  Francillon, 1987, p. 124.
9. ↑  Francillon, 1987, p. 125.
10. 1 2 3 4  Francillon, 1987, p. 126.
11. ↑  Suárez, 2010, p. 77.
12. ↑  Francillon, 1987, p. 127.
13. ↑  Francillon, 1987, p. 128.
14. ↑  Francillon, 1987, p. 129.
15. ↑  Francillon, 1987, pp. 118-129.
16. ↑  Lockheed C-36 Electra, in "www.historyofwar.org".
17. ↑  L-10 Electra, in "National Naval Aviation Museum".

### Pubblicazioni
- (EN) The Lockheed "Electra", in Flight, 25 gennaio 1934,  pp. 74-5. URL consultato il 14 aprile 2012.
- (ES) Xosé Manuel Suárez, La tragedia del "Mar Cantabrico" y otros apresamientos navales en la Guerra Civil (PDF), in Drassana, n. 18, 2010,  pp. 72-81. URL consultato il 1º gennaio 2019.